# Bielowie herbu Ostoja

Herb Ostoja, wersja średniowieczna.

Bielowie – polski ród szlachecki pieczętujący się herbem Ostoja, należący do heraldycznego rodu Ostojów (Mościców), wywodzący się z Błeszna (obecnie dzielnica Częstochowy, znajdująca się w południowej części miasta).

## Najstarsze świadectwaźródłowedotyczące rodu
- Pierwszym potwierdzonym w źródłach przedstawicielem rodu Bielów herbu Ostoja był Abel Biel, który w roku 1373 kupił od Bieńka ze Skowronowa i jego syna Marcina wieś Kakawę. Potwierdził tę transakcję książę Władysław Opolczyk w dniu 23 III tego roku[5][6][7].

- Dnia 20 I 1377 roku na dokumencie starosty opolsko-wieluńskiego Hinczki Czambora został odnotowany Abel Biel jako burgrabia wieluński[5].

- W roku 1382 występował Henryk Biel z Błeszna jako pleban w Starej Częstochowie. Tego roku zrezygnował za zgodą biskupa krakowskiego Jana Radlicy, w obecności księcia Władysława Opolczyka z kościoła parafialnego Najświętszej Maryi Panny w Częstochowie na rzecz sprowadzonych przez księcia paulinów z Węgier. Parafię przeniesiono natomiast do filialnego kościoła św. Zygmunta w Częstochowie[5][8]. Od roku 1387 Henryk Biel występował jako kanonik gnieźnieński[9].

- Dnia 21 X 1382 roku został odnotowany Abel Biel jako świadek na dokumencie lokacyjnym w Wyszogrodzie. Pełnił wówczas funkcję starosty inowrocławskiego. Biel objął ten urząd po przejęciu Kujaw inowrocławskich przez księcia Władysława Opolczyka. W roku 1383 rozstrzygał spór między komturem nieszawskim Rüdgerem von Ostischau a Waszkiem z Markowa, chorążym bydgoskim i rycerzami z Branna. W latach 90. XIV wieku występował jako starosta krzepicki[5].

- W roku 1407 bp krakowski Piotr zatwierdził dokument wystawiony przez Abla Biela z Błeszna, wedle którego Biel ufundował i uposażył kościół parafialny w Białej Wielkiej[10].

## Majątki ziemskie należące do rodu
Poniżej wymienione są ważniejsze dobra ziemskie należące do Bielów herbu Ostoja.
Błeszno, Kakawa (dziś Kokawa), Wrzosowa, Biała Mała i Wielka, Wilkowiecko, Kamyk, Libidza, Mierzanów (osada młyńska, wieś dziś nieistniejąca), Stare Borowno (dziś Kuźnica Kiedrzyńska), Kuźnica Błeszyńska (dziś Słowik), Kiedrzyn, Jaworzno.

## Przedstawiciele rodu
- Abel Biel z Błeszna (zm. po 1414) – dziedzic dóbr: Błeszno, Kakawa, Wrzosowa, Biała Mała i Wielka, Wilkowiecko, Kamyk, Libidza, i innych, burgrabia wieluński, starosta inowrocławski, starosta krzepicki, podkomorzy wieluński.

- Henryk Biel z Błeszna (zm. po 1424) – kanonik gnieźnieński, pleban częstochowski. Był bratem rodzonym Abla Biela z Błeszna herbu Ostoja[16]. Wspomniany został przez Kaspra Niesieckiego w Herbarzu Polskim[1].

- Mikołaj Biel z Błeszna (zm. przed 1432) – dziedzic Błeszna, Białej Wielkiej, Wilkowiecka, Kamyka i Kiedrzyna. Był synem Abla Biela z Błeszna herbu Ostoja[17].

- Henryk Biel z Błeszna zw. Indrzychem (zm. po 1442) – dziedzic Błeszna, dworzanin i posłaniec króla Władysława Jagiełły. Był synem Abla Biela z Błeszna herbu Ostoja[17]

- Zygmunt Biel z Błeszna (zm. po 1453) – dziedzic Białej Małej, Libidzy i Jaworzna w ziemi wieluńskiej. Był synem Abla Biela z Błeszna herbu Ostoja[17]

- Mikołaj Biel condam de Blaschno[18] (zm. po 1456) - pochodził z Błeszna, był synem Henryka Biela z Błeszna. Został poświadczony w roku 1456[19].

- Stanisław Biel (zm. po 1420) - niepiszący się z Błeszna, występuje w źródłach równocześnie z Mikołajem, Henrykiem i Zygmuntem Bielami[19].

## Legenda zamku w Błesznie

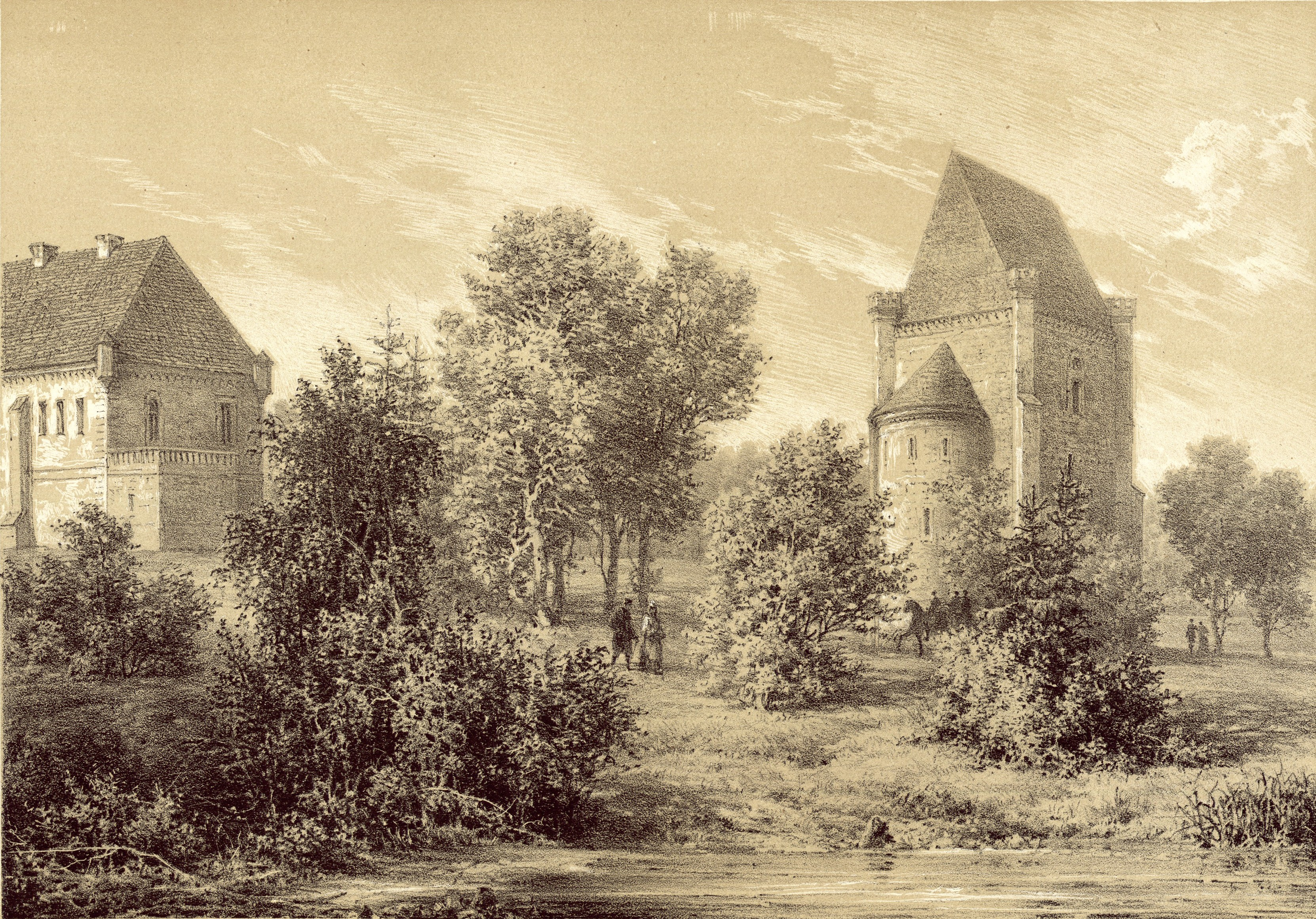
Przykład wieży mieszkalnej

Zamek w Błesznie najpewniej został wzniesiony przez Abla Biela, który jest rejestrowany w źródłach w latach 1373-1414. Z badań archeologicznych i skromnych opisów źródłowych wynika, że głównym elementem fortyfikacji była kamienna wieża mieszkalna. Najstarsze zapiski dotyczące tego obiektu pochodzą z XV wieku. Dziś po tym zamku-wieży pozostały jedynie elementy kopca ziemnego na podmokłym terenie znajdującym się w południowej części Błeszna. Jeszcze dziś znana jest wśród najstarszych mieszkańców Błeszna żywa legenda związana z tym zamkiem. Została ona opisana i opublikowana przez Juliana Zinkowa w dziele pt. Podania i legendy szlaku jurajskiego. Autor w tym opracowaniu napisał co następuje: 

W pobliżu Błeszna stał obszerny zamek. Dzierżył go bogaty rycerz. Utrzymywał on oddział własnego wojska, z którym nieraz na wezwanie króla wyruszał na wojenne wyprawy. Do wojskowej służby zaprawieni byli również liczni dworzanie. W zamku znajdowała się oddzielna kaplica, do której ów pan często zachodził i zatapiał się w gorącej modlitwie. Wszyscy uważali go za nadzwyczaj pobożnego. Kiedyś wynikła jednak poważna różnica zdań między nim a królem, po czym pokłócili się ze sobą. Rycerz podniósł bunt przeciw królowi. Ten wysłał liczny oddział wojska dla poskromienia buntownika. Rycerz stawił mu czoło całą siłą, jaką tylko rozporządzał. Doszło do zbrojnego starcia, w którym zwycięzcą został właściciel zamku. Wówczas ten uniósł się pychą i wobec swych żołnierzy oraz wziętych do niewoli królewskich jeńców oświadczył, że jest równy Bogu. W tej samej chwili ziemia rozwarła się szeroko i pochłonęła zamek oraz wszystkich jego mieszkańców, a cały ten teren zalała woda i utworzyło się grząskie bagno. Nad tym trzęsawiskiem mrocznymi nocami błąkały się płomyki. Mówiono, że to dusze rycerza-bluźniercy i jego sług.